# Шрифт Зюттерліна

Текст, написаний шрифтом Зюттерліна, стверджує: «Іноді будь-яка форма німецького курсиву позначається як «шрифт Зюттерліна». Ймовірно, це базується на тому, що шрифт Зюттерліна є формою німецького курсиву, назва якої є найбільш відомою. Проте таке позначення неправильне, бо німецький курсивний лист існував задовго до Людвіга Зюттерліна»
(оригінал для порівняння: «Bisweilen wird jede Form der deutschen Kurrentschrift als Sütterlinschrift bezeichnet. Dies liegt wohl daran, daß die Sütterlinschrift diejenige Form der deutschen Kurrentschrift ist, deren Name am bekanntesten ist. Trotzdem ist diese Bezeichnung unzutreffend, denn es gab die deutsche Kurrentschrift schon lange vor Ludwig Sütterlin.»)

Шрифт Зюттерліна (нім. Sütterlinschrift, [ˈzʏtɐliːnˌʃʁɪft]) — остання широко використовувана форма куренту, німецького готичного курсиву.
У 1911 році художник-графік Людвиг Зюттерлін на замовлення прусського міністерства культури створив сучасний рукописний шрифт. Цей почерк поступово замінив старі рукописні шрифти, що склалися у XVI столітті. Слово Sütterlin у наш час часто використовується для позначення всіх різновидів старих німецьких почерків, хоча цей конкретний шрифт викладався у всіх школах Німеччини тільки з 1935 по 1941 рік.
Шрифт Зюттерліна базується на старих німецьких почерках, таких як фрактура або швабахер, німецьких друкованих шрифтах, які використовувалися протягом того самого часу. У ньому містяться лігатури ﬀ (f-f), ﬅ (ſ-t), ﬆ (s-t), есцет ß (ſ-z або ſ-s) та довге s (ſ).

## Історія
Прусському міністерству культури був потрібен сучасний рукописний почерк для використання у діловодстві та навчання у школі. Шрифт Зюттерліна був запроваджений у Пруссії у 1915 році, і з 1920 року почав замінювати готичний курсив (старий німецький почерк) (Kurrent) у школах. 1935 року шрифт Зюттерліна офіційно став єдиним німецьким почерком у школах.
НСДАП заборонила готичні шрифти, у тому числі «Зюттерлін», у 1941 році, під приводом того, що їх «винайшли євреї». Проте багато хто з тих, хто вивчав у школі німецьку мову за довоєнними стандартами, продовжували в побуті використовувати курсив Зюттерліна і в післявоєнний період. Шрифт Зюттерліна вивчали в деяких німецьких школах до 1970-х років, але вже не як основний стиль.
Для більшості людей за межами Німеччини, а також молодшого покоління німців, шрифт Зюттерліна майже нерозбірливий, зрозумілий менше, ніж друкована фрактура. Завдяки своїй самобутності він може бути використаний для рукописного написання математичних символів, які пишуться фрактурою у друкованому вигляді.

## Зразки використання

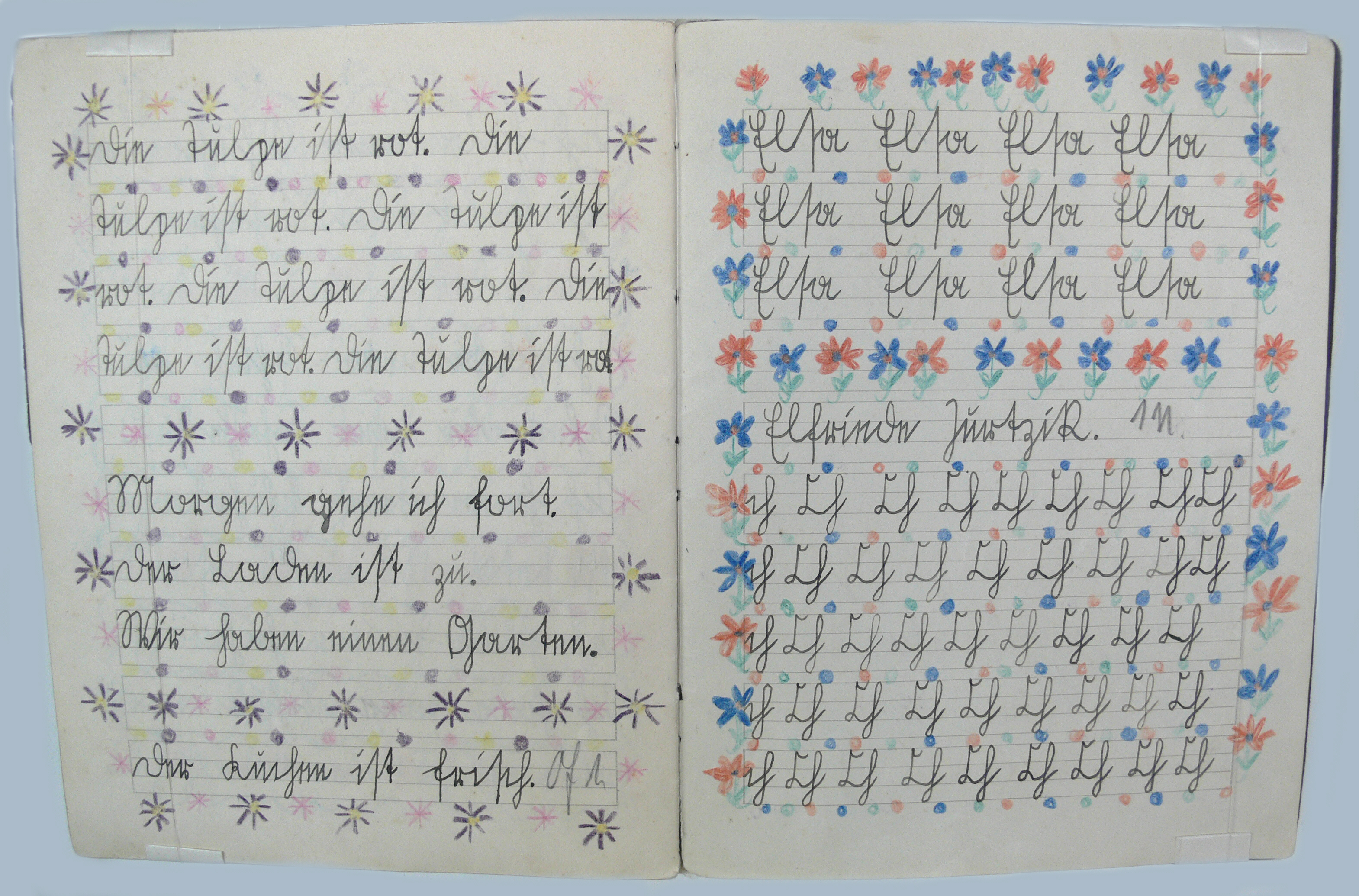
Шкільний зошит із письмовими вправами шрифтом Зюттерлін 1929 року
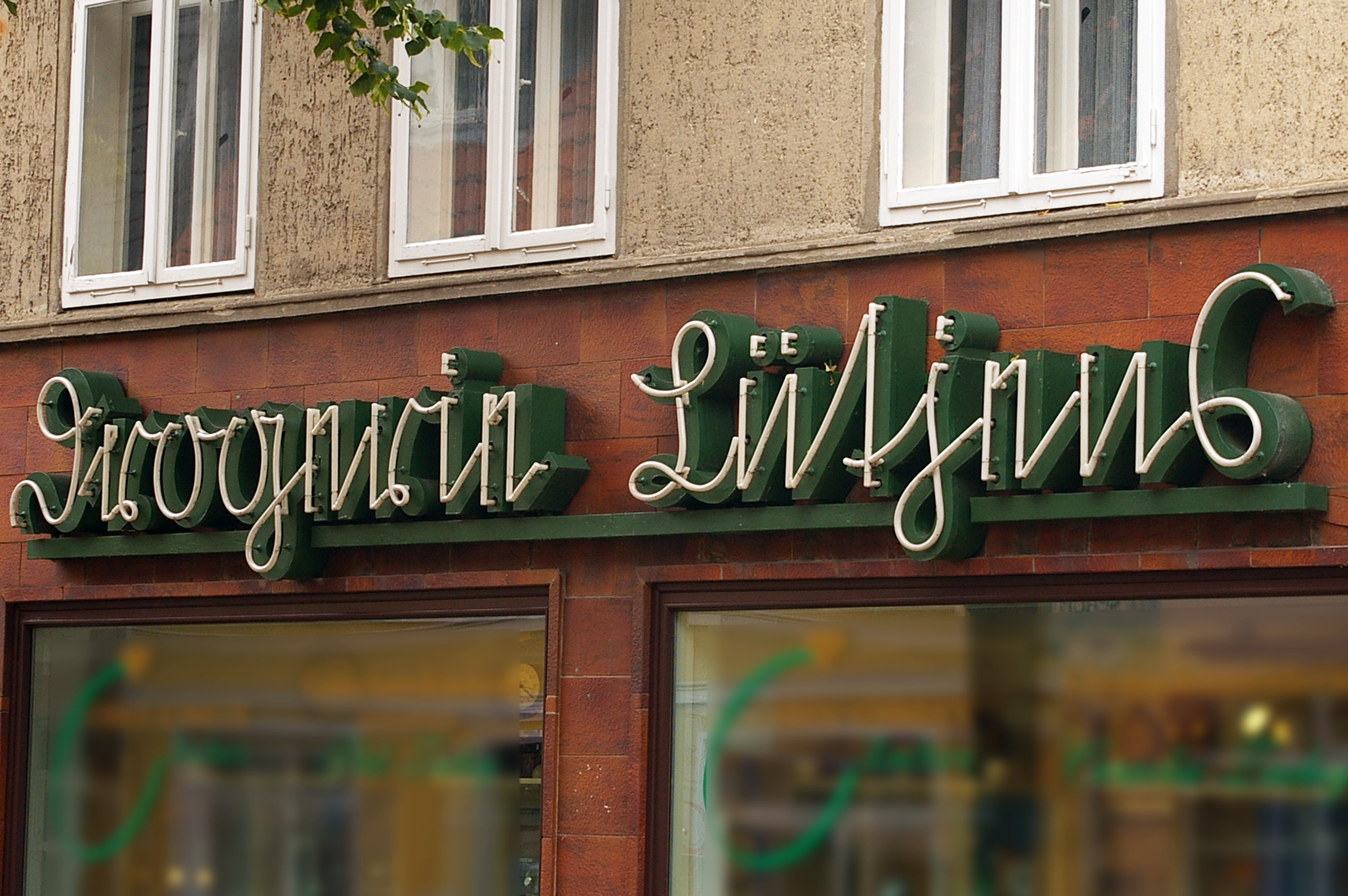
Зовнішня реклама шрифтом Sütterlin („Drogerie Lütjens“)
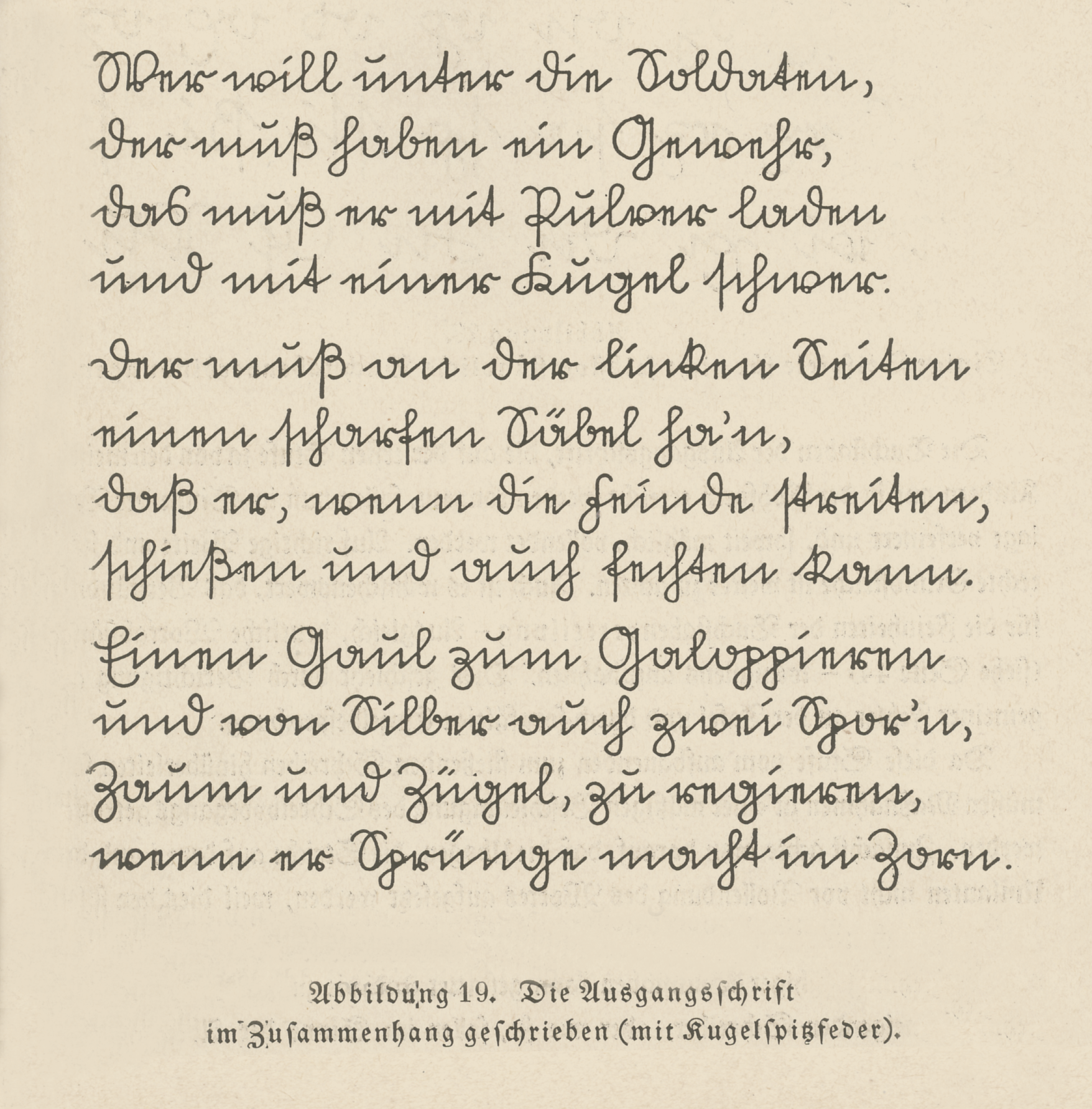
Текст, написаний кульковою ручкою
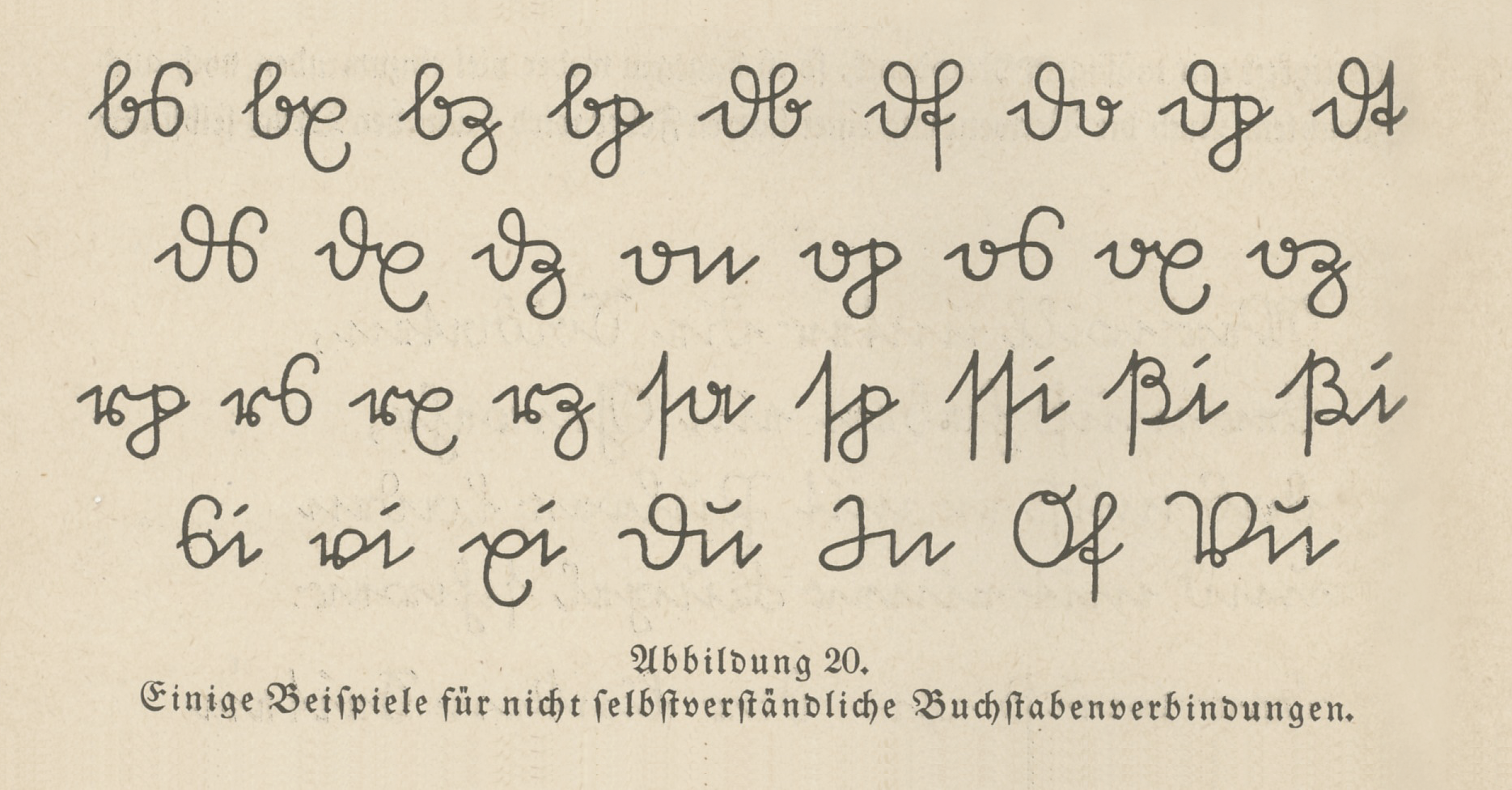
Комбінації літер